# Christopher Just

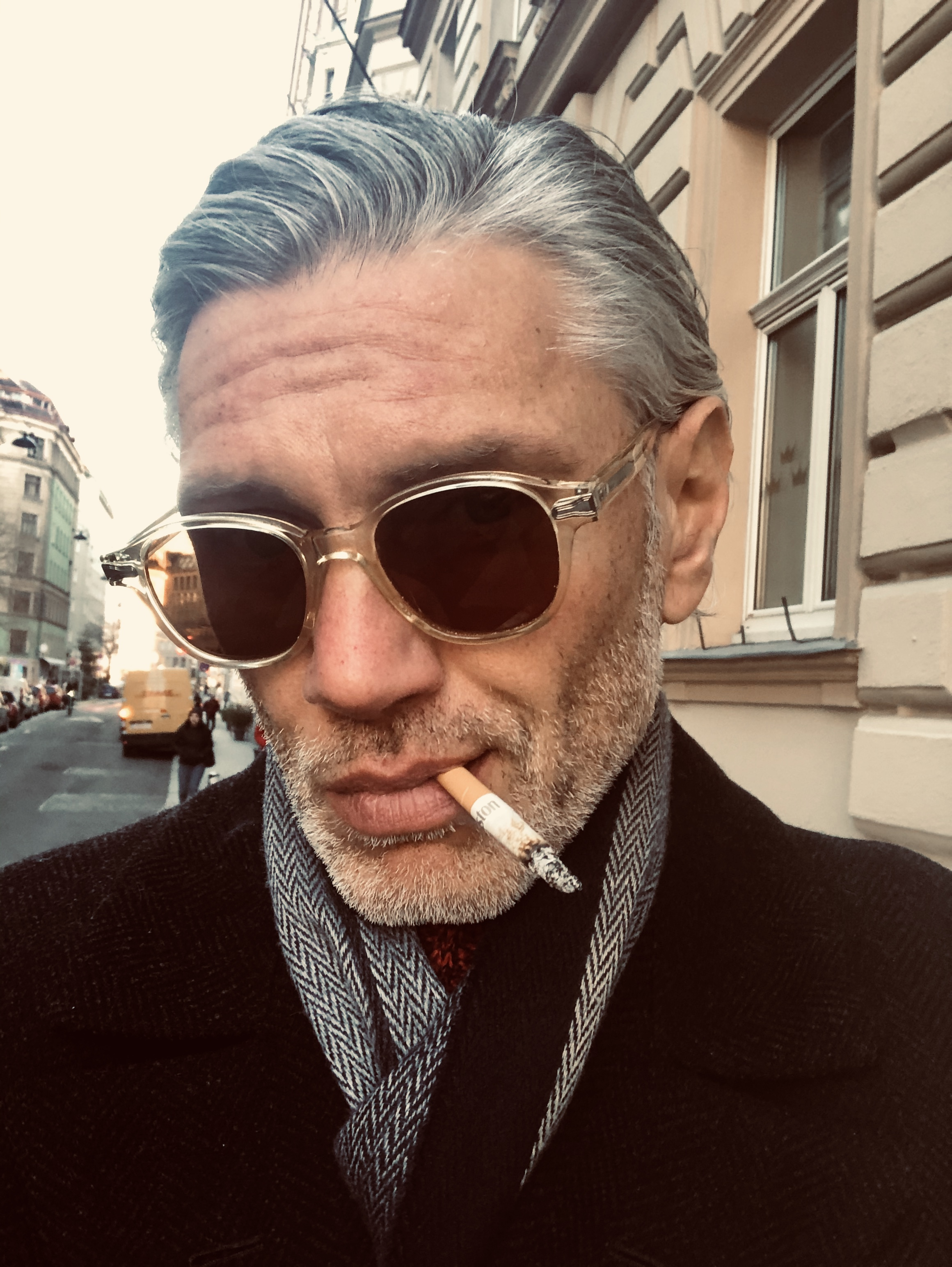
Christopher Just (2022)

Christopher Just (* 5. November 1968 in Wien) ist ein österreichischer Schriftsteller und Musiker. Er veröffentlichte solo unter seinem bürgerlichen Namen sowie unter verschiedenen Pseudonymen wie Acid Joseph, Gerhard, Punk Anderson oder Roy Edel. Gemeinsam mit Peter Votava (DJ Pure) trat er zwischen 1993 und 1996 als Dada-Techno-Duo Ilsa Gold auf.

## Leben
Christopher Just wurde 1968 in Wien geboren. Sein Bruder ist der Fotograf Raphael Just.
Just absolvierte die Modeschule Wien im Schloss Hetzendorf, ein anschließendes Malerei-Studium an der Hochschule für angewandte Kunst in Wien brach er zugunsten der Musik ab. Mit seinen Kompositionen und Remixen, die er unter eigenem Namen sowie unter zahlreichen Pseudonymen (Acid Joseph, Gerhard, Punk Anderson etc.) veröffentlichte, gelangen ihm weltweite Club-Hits und Charterfolge, als DJ und Live-Musiker bespielte er zahlreiche Raves, Festivals und Clubs in Europa, Asien, Australien und den USA. Zudem produzierte er andere Musiker, wie u. a. die Bands Chicks On Speed und Bunny Lake. Von 2007 bis 2010 lebte er in New York, wo er eine Clubnacht betrieb und sich als Produzent betätigte. Zurück in Wien, wandte sich Just vermehrt dem Schreiben zu und veröffentlichte 2017 seinen ersten Roman.

## Musikalische Karriere
Christopher Justs musikalische Laufbahn begann 1983 als DJ im Wiener Szenelokal Motto. Die dort von ihm erwartete musikalische Vielfalt prägte seinen späteren Stil als Musikproduzent entscheidend. Mit dem ersten für den Heimgebrauch erschwinglichen Sampler (Casio SK-5) produzierte er den Track Wenn der Toni mit dem Polster und der Edi mit dem Finger und belegte damit den ersten Platz bei einem Wettbewerb der Oe3 Sendung Musicbox (Bester alternativer Song zur Fussball WM 1986).
1993 gründete er mit dem Rave-Veranstalter und DJ Peter Votava alias DJ Pure den Dada-Techno-Act Ilsa Gold. Bereits Monate später erschien ihre erste EP (Ilsa Gold I) beim Wiener Mainframe-Label. Der darauf enthaltene Track Up wie auch ihre kurz darauf veröffentlichte zweite EP (Ilsa Gold II) mit den Hits Silke und Elastico erreichen den ersten Platz in den Charts des Frontpage-Magazins. Ungewöhnliche Samples wie zum Beispiel Karel Gott, Peter Cornelius oder der Titelmelodie des Filmes La Boum sowie ein kritischer Umgang mit den Medien und dem Veranstaltungsbetrieb wurden zum Markenzeichen von Ilsa Gold. Gleich bei ihrem ersten Live-Auftritt auf der Mayday 1993 reisten sie ohne Equipment an, stattdessen ließen sie ihre Hits vom DAT-Recorder laufen und hantierten auf der Bühne mit einer Joghurtmaschine, um gegen die ihres Erachtens nach zu kurze Spielzeit von 15 Minuten zu protestieren. Dennoch für Mayday 1994 in der Dortmunder Westfalenhalle gebucht, kamen sie fast ohne Musik aus, dafür erzählten Just und Pure die traurige Geschichte ihrer Songheldin Silke, die sich selbst innerhalb eines Jahres des Ravens im Drogenrausch verloren habe. Zahlreiche Auftritte in ganz Europa folgten. Ende 1994 gaben Ilsa Gold ihre Auflösung bekannt und das Folgeprojekt Sons of Ilsa wurde aus der Taufe gehoben.
Zu einem Eklat kam es, als Sons of Ilsa 1995 auf dem eigenen Label G'sicht wie der Beidl von an oidn Mann Records das Album Die Zipfelmütze, der Handwagen und die Gummimuschi präsentierten, dessen Cover einen Sven Väth ähnelnden Mann mit einer Penishaube auf dem Kopf zeigte. Die Single-Auskoppelung Pulsingers Nacht (I'm A Raver Baby So Why Don't You Kill Me) schaffte es auf Platz 45 der Holländischen Hitparade.
Parallel veröffentlichte Just sein erstes Album Jeans & Electronic und andere Produktionen auf den Labels Cheap, Pomelo, Labworks und Test Tube, zeichnete Cartoons für das Technomagazin Envelope und gründete 1996 das Retro-Hardcore Label Petra. Ein Jahr später läutete er mit Punk Anderson – Shave That Pussy das 80er-Jahre-Trash-Revival ein und erreichte mit I'm a Disco Dancer (And A Sweet Romancer) (International Deejay Gigolos / XL Recordings) Club- und Charterfolge. Auf dem Label Wiener Stadtwerke schlüpfte Just in der Rolle des verkrampften Elektronikbastlers Gerhard und prophezeite der Ravemusik als Roy Edel eine volkstümliche Zukunft.
In den Folgejahren beschränkte sich Justs Tätigkeit auf Remixes, 2001 veröffentlichte er auf Giant Wheel das Remix-Album Let There Be Pop.
2002 meldete er sich mit der EP House auf Cheap Records zurück und re-interpretierte als Acid Joseph den Ecstasy-Club-Klassiker I love the Acid. 2004 erschien anlässlich des zehnjährigen Jubiläums von Ilsa Gold auf dem Wiener Label Mego die Doppel-CD Regretten? – Rien und im Herbst des gleichen Jahres legte das Düsseldorfer Label Combination Justs Album Jeans & Electronic neu auf.
2005 präsentierte Just auf Cheap Records House 2 und auf Combination Records erschien mit Roland Flick, Fairmont Princess #1527 sein erstes Studioalbum seit 1996. Im gleichen Jahr entstanden in erstmaliger Koproduktion mit Bruder Raphael Just die Singles Popper (Kitsuné Records) und Disco 128. Mit der Band Chicks On Speed und dem Künstler Douglas Gordon entstand das Projekt Art Rules!, das im Museum of Modern Art in New York, im Centre Pompidou in Paris und im Gartenbau Kino in Wien gezeigt wurde. 2007 zog Just nach New York, wo er mit der Modedesignerin und Musikerin Mel Merio eine Clubnacht betrieb, sich als DJ betätigte und eng mit dem New Yorker DJ, Club-Promoter und Musikproduzent Larry Tee zusammenarbeitete. 2010 wieder nach Wien zurückgekehrt, wandte er sich dem Schreiben zu und gestaltete die Musik für die Theaterproduktionen Porno und Lisa im Wiener Rabenhof Theater.
Ab den 2010er Jahren traten Ilsa Gold wieder Live auf, wobei der Performance-Character ihrer Shows zunehmend in den Vordergrund rückte. So wurden aufwendig im Studio vorproduzierte Megamix-Sets von CD-Player oder Laptop abgespielt, während Just und Votava sich auf der Bühne massieren ließen, Schach spielten oder Zeitung lasen.
2014 produzierte Just das Chicks On Speed Album Artstravaganza, mit Gastauftritten von Yoko Ono, Julian Assange und dem österreichischen Medientheoretiker und Künstler Peter Weibel.
2019 erschienen die Ilsa Gold Singles Meine Garage / Supermarion (Karl Marx Land) und Euter of Vienna (Aufnahme+Wiedergabe), 2020 veröffentlichte das Berliner Label „Live From Earth“ auf der Compilation United Ravers Against Fascism den Ilsa Gold-Track „Autre Chien“. Im selben Jahr kürte der Radiosender FM4 Justs Track I'm A Disco Dancer (And A Sweet Romancer) zum besten österreichischen Clubtrack 1990–2020.

## Schriftstellerisches Schaffen
Wie seine Musikproduktionen sind auch Justs literarische Werke von einer humorvollen Herangehensweise geprägt. „Der ironische Zugang ist eine Wesensart von mir. Egal, was ich mache, ich reflektiere immer auch das Medium, für das ich arbeite“, sagte er in einem Interview mit der österreichischen Tageszeitung Der Standard.
2011 veröffentlichte Just zunächst Kurzgeschichten in den Anthologie-Bänden Abwärts und Porno (Hg. Ela Angerer, Czernin Verlag). 2017 erschien sein erster Roman Der Moddetektiv (Milena Verlag) und weitere Kurzgeschichten in der Anthologie Donald Trump Literaturwettbewerb. Es folgten die Romane Catania Airport Club (Milena Verlag 2018) und Der Moddetektiv besiegt Corona (Milena Verlag 2020).
2018 leitete Just an der Schule für Dichtung – Vienna Poetry School die Online-Klasse Schmutz und Schund.

## Schriftstellerische Werke
Romane
- 2017: Der Moddetektiv. Milena, Wien 2017, ISBN 978-3-902950-92-5.
- 2018: Catania Airport Club. Milena, Wien 2018, ISBN 978-3-903184-14-5.
- 2020: Der Moddetektiv besiegt Corona. Milena, Wien 2020, ISBN 978-3-903184-58-9.

Kurzgeschichten
- 2010: Highlights. Kurzgeschichte in der Anthologie Abwärts (hrsg. von Ela Angerer), Czernin Verlag, Wien 2010, ISBN 978-3-7076-0338-5.
- 2011: Wintnerreise. Kurzgeschichte in der Anthologie Porno (hrsg. von Ela Angerer), Czernin Verlag, Wien 2011, ISBN 978-3-7076-0383-5.
- 2017: Åufgeben. Kurzgeschichte in der Anthologie Donald Trump Literaturwettbewerb, Milena Verlag, Wien 2017, ISBN 978-3-903184-05-3.
- 2017: Der Highländer und die Sexy Lady in Love. Kurzgeschichte in der Anthologie Donald Trump Literaturwettbewerb, Milena Verlag, Wien 2017, ISBN 978-3-903184-05-3.

## Diskographie (Auswahl)

### Produktionen
| Titel                                              | Unter                                             | Typ                         | Label                        | Veröffentlichung |
| -------------------------------------------------- | ------------------------------------------------- | --------------------------- | ---------------------------- | ---------------- |
| Up / Ilsa Gold I                                   | Ilsa Gold                                         | EP 12"                      | Mainframe                    | 1993             |
| Up Remixes                                         | Ilsa Gold                                         | 12"                         | Mainframe                    | 1993             |
| Oppressive Melody                                  | Christopher Just                                  | EP 12"                      | Cheap Records                | 1993             |
| Silke / Ilsa Gold II                               | Ilsa Gold                                         | EP 12"                      | Mainframe                    | 1993             |
| Silke Remixes                                      | Ilsa Gold                                         | 12"                         | Force Inc. Music             | 1993             |
| Christopher Just                                   | Christopher Just                                  | EP 12"                      | Labworks                     | 1993             |
| Ei Kuh EP                                          | Sons of Ilsa                                      | EP 12"                      | Hellrazor                    | 1993             |
| Süchtig / Ilsa Gold III                            | Ilsa Gold                                         | EP 12"                      | Mainframe                    | 1994             |
| Winterreise                                        | Ilsa Gold                                         | EP 12"                      | Mainframe                    | 1994             |
| Forbidden Planet                                   | Christopher Just                                  | EP 12"                      | Cheap Records                | 1994             |
| Gasomtertrax                                       | Ilsa Gold                                         | EP 12"                      | Digital Memory               | 1994             |
| Golden Shower                                      | Ilsa Gold                                         | Track on Compilation        | Polygram                     | 1994             |
| Die Zipfelmütze, der Handwagen und die Gummimuschi | Sons of Ilsa                                      | LP / CD                     | GBM / Urban                  | 1995             |
| Pulsingers Nacht (I'm A Raver Baby)                | Sons of Ilsa                                      | 12"                         | GBM / Urban                  | 1995             |
| Jetzt geht's los                                   | Sons of Ilsa                                      | 12"                         | Orbit                        | 1995             |
| Nightmare Of The Rottenzwerg                       | Beni The Ravemonster                              | EP 7"                       | GBM Records                  | 1995             |
| Big Track                                          | Petra 01                                          | 12" / 35 Cycles             | Petra Records                | 1996             |
| Think I'm Kicked By A Horse                        | Petra 02                                          | 12"                         | Petra Records                | 1996             |
| Prophet Pogo                                       | Petra 03                                          | 12"                         | Petra Records                | 1997             |
| Jeans & Electronic                                 | Christopher Just                                  | DoLP / CD                   | BMG France / Test Tube       | 1997             |
| People                                             | Punk Anderson                                     | 12"                         | Pomelo / Rough Trade         | 1997             |
| Shave That Pussy                                   | Punk Anderson                                     | 12"                         | Pomelo / Rough Trade         | 1997             |
| I'm A Discodancer (And A Sweet Romancer)           | Christopher Just                                  | 12"                         | International Deejay Gigolos | 1997             |
| I'm A Discodancer (And A Sweet Romancer)           | Christopher Just                                  | 12"                         | XL Recordings                | 1998             |
| Vienna Calling                                     | Christopher Just                                  | 12"                         | XL Recordings                | 1998             |
| 8 bit City Limit                                   | Petra 03                                          | 12"                         | Petra Records                | 1998             |
| Hoppla jetzt komm ich                              | Gerhard                                           | DoLP                        | Wiener Stadtwerke            | 1998             |
| Glamour Girl                                       | Christopher Just & Chicks on Speed                | 7"                          | Disko B                      | 1999             |
| Mei allerliabster Sound is Techno                  | Roy Edel                                          | CD Single                   | ZYX                          | 1999             |
| Milano Brothers                                    | Milano Brothers                                   | 12"                         | Giant Wheel                  | 2002             |
| Milano Brothers                                    | Live In Verona                                    | 12"                         | Giant Wheel                  | 2002             |
| House                                              | Christopher Just                                  | EP 12"                      | Cheap Records                | 2002             |
| Comfort of Strangers                               | Christopher Just                                  | 12"                         | Giant Wheel                  | 2003             |
| Nero EP                                            | Just & Huhsovits                                  | EP 12"                      | Global Matador               | 2003             |
| I Love The Acid Too                                | Acid Joseph                                       | 12"                         | Holon Records                | 2003             |
| I Can Feel Your Body Rock                          | Just & Huhsovits                                  | 12"                         | Global Matador               | 2003             |
| Let There Be Pop                                   | Christopher Just                                  | CD Album                    | Giant Wheel                  | 2003             |
| Regretten? Rien!                                   | Ilsa Gold                                         | 2xCD, Comp                  | Mego                         | 2003             |
| House 2                                            | Christopher Just                                  | 12" EP                      | Cheap Records                | 2004             |
| Roland Flick Fairmont Princess # 1527              | Christopher Just                                  | DoLP / CD                   | Combination Records          | 2005             |
| Popper                                             | Christopher & Raphael Just                        | 12"                         | Kitsuné                      | 2005             |
| Disco 128                                          | Christopher & Raphael Just                        | 12"                         | Combination Records          | 2006             |
| Art Rules                                          | Chicks On Speed, Douglas Gordon, Christopher Just | CD Single                   | Chicks On Speed Records      | 2006             |
| Domino Dancing                                     | Mel Merio                                         | 12"                         | Klein Records                | 2007             |
| Charleston                                         | Mel Merio                                         | 12"                         | Combination Records          | 2007             |
| Hipster Girl                                       | Larry Tee feat. Mel Merio                         | Digital Release             | Ultra Records                | 2008             |
| Baumschmuck                                        | Clemens Haipl, Christopher Just & Mel Merio       | CD                          | Kacka                        | 2008             |
| El Pueblo                                          | Christopher Just                                  | 12"                         | Estrela                      | 2008             |
| Dirty Sanchez                                      | Christopher Just                                  | CD, Comp + CD, Comp, Mixed  | Sublime Records              | 2008             |
| You Looked Much Cuter (On My Computer)             | Christopher Just                                  | Digital Release             | DJs Are Not Rockstars        | 2011             |
| Meine Garage / Supermarion                         | Ilsa Gold                                         | 7"                          | Karl Marx Land               | 2019             |
| Autre Chien                                        | Ilsa Gold                                         | Digital Release Compilation | Live From Earth              | 2020             |

### Remixes
| Interpret       | Titel                   | Unter                                    | Veröffentlichung |
| --------------- | ----------------------- | ---------------------------------------- | ---------------- |
| House Pimps     | Get The Hook            | Ilsa Gold                                | 1993             |
| Andreas Dorau   | Stoned Faces Don't Lie  | Ilsa Gold                                | 1994             |
| Yello           | Live At The Roxy        | Ilsa Gold                                | 1995             |
| Pulp            | Party Hard              | Christopher Just                         | 1998             |
| Andreas Dorau   | Die Sonne               | Sons of Ilsa                             | 1998             |
| DJ Rush         | Motherfucking Bass      | Christopher Just                         | 1998             |
| WestBam         | Roof Is On Fire         | Christopher Just                         | 1998             |
| Takkyu Ishino   | Anna - Letmein Letmeout | Christopher Just                         | 1999             |
| DJ One Finger   | Housefucker             | Christopher Just                         | 2000             |
| Stereo Total    | Wir Tanzen Im 4-Eck     | Christopher Just                         | 2002             |
| Zombie Nation   | Unload                  | Christopher Just & Clemens-Neufeld-Remix | 2002             |
| Chicks On Speed | We Don't Play Guitars   | Christopher Just                         | 2003             |
| Bunny Lake      | Disco Demons            | Christopher Just                         | 2006             |
| Divine          | Shoot Your Shot         | Female Trouble                           | 2011             |
| Minisex         | Du kommst               | Christopher Just                         | 2018             |